# 羽山典子
羽山 典子（はやま のりこ）は、日本の元AV女優。

## 略歴・人物
活動時期は1999年頃から2000年頃まで。ショートカットにスレンダーボディー、色白で愛くるしい笑顔を持ち、女子高生役から主婦まで幅広くこなした女優である。インディーズメーカーの作品を中心に出演した。一部作品では「寺島まい」の名前が使われた。
企画物にも多数出演し、レズや放尿まで過激な作品にも出演した。

## 作品

### アダルトビデオ
- 綺麗なお姉さんがしてあげるわ 27　（2000年3月27日、ホットエンターテイメント）
- [2穴 ANAL＆PUSSY 中出し] マンコとアナルに白濁液放出　（2000年4月22日、フォックスアッパー）
- ピュア系女の子ドキュメント4 girl friends　（2000年4月25日、銀河映像）…オムニバス作品、他出演：梶村若歌菜・結城レナ
- みるきいHiスクール　（2001年4月1日、みるきいぷりん♪）
- BUKKAKE!みるきい　（みるきいぷりん♪）
- [羽山典子] スペシャル　（2001年8月21日、バレンタインクイズ）…総集編
- ランジェリードール　（ ? 、ジャネス）
- 愛し合う女達 4　（ ? 、ジャネス）…共演：塚原忍

　他多数出演